# Bromfield (Kumbria)
Bromfield – wieś w Anglii, w Kumbrii, w dystrykcie (unitary authority) Cumberland. Leży 24 km na zachód od miasta Carlisle i 423 km na północny zachód od Londynu.